# 立岩真也
立岩 真也（たていわ しんや、1960年8月16日 - 2023年7月31日）は、日本の社会学者。

## 人物・来歴
新潟県両津市（現・佐渡市）生まれ。新潟県立両津高等学校を経て1983年東京大学文学部社会学科卒業、1990年同大学院博士課程単位取得満期退学。日本学術振興会特別研究員、千葉大学文学部助手、信州大学医療技術短期大学部講師・助教授、立命館大学政策科学部助教授、立命館大学大学院先端総合学術研究科助教授を経て、2004年から立命館大学先端総合学術研究科教授。
2023年7月31日、悪性リンパ腫のため京都市左京区の病院で死去。62歳没。

## 著書

### 単著
- 『私的所有論』勁草書房、1997年、ISBN 9784326601172、第2版、生活書院、2013年、ISBN 9784865000061。
- 『弱くある自由へ――自己決定・介護・生死の技術』青土社、2000年、ISBN 9784791758524、増補新版、2020年、 ISBN 9784791772261。
- 『自由の平等――簡単で別な姿の世界』岩波書店、2004年、ISBN 9784000233873。
- 『ALS――不動の身体と息する機械』医学書院、2004年、ISBN 9784260333771。
- 『希望について』青土社、2006年、ISBN 9784791762798。
- 『良い死』筑摩書房、2008年、ISBN 9784480867193。
- 『唯の生』筑摩書房、2009年、ISBN 9784480867209。
  - 『良い死／唯の生』筑摩書房〈ちくま学芸文庫〉、2022年12月。ISBN 9784480511560。 [注釈 1]
- 『人間の条件 そんなものない』理論社、2010年、ISBN 9784652078556、イースト・プレス、2011年、ISBN 9784781690087、増補版、新曜社、2018年、ISBN 9784788515642。
- 『家族性分業論前哨』生活書院、2011年、ISBN 9784903690865。
- 『造反有理――精神医療現代史へ』青土社、2013年、ISBN 9784791767441。
- 『自閉症連続体の時代』みすず書房、2014年、ISBN 9784622078456。
- 『精神病院体制の終わり――認知症の時代に』青土社、2015年、ISBN 9784791768882。
- 『不如意の身体――病障害とある社会』青土社、2018年、ISBN 9784791771196。
- 『病者障害者の戦後――生政治史点描』青土社、2018年、ISBN 9784791771202。
- 『介助の仕事――街で暮らす／を支える』筑摩書房〈ちくま新書〉、2021年3月。ISBN 9784480073839。
- 『人命の特別を言わず／言う』筑摩書房、2022年12月。ISBN 9784480864802。

### 共編著
- （安積純子・岡原正幸・尾中文哉）『生の技法――家と施設を出て暮らす障害者の社会学』藤原書店、1990年、ISBN 9784938661137、増補改訂版、1995年、 ISBN 9784894340169、第３版、生活書院、2012年 ISBN 9784865000023。
- （稲葉振一郎）『所有と国家のゆくえ』日本放送出版協会［NHKブックス］、2006年、ISBN 9784140910641。
- （稲場雅紀・山田真）『流儀――アフリカと世界に向かい我が邦の来し方を振り返り今後を考える二つの対話』生活書院、2008年、ISBN 9784903690308。
- （村上慎司・橋口昌治）『税を直す』青土社、2009年、ISBN 9784791764938。
- （尾藤廣喜・岡本厚）『生存権――いまを生きるあなたに』同成社、2009年、ISBN 9784886214782。
- （齊藤拓）『ベーシックインカム――分配する最小国家の可能性』青土社、2010年、ISBN 9784791765256。
- （有馬斉共編）『生死の語り行い1――尊厳死法案・抵抗・生命倫理学』生活書院、2012年、 ISBN 9784865000009。
- （堀田義太郎）『差異と平等――障害とケア／有償と無償』青土社、2012年、ISBN 9784791766451
- （早川一光・西沢いづみ）『わらじ医者の来た道――民主的医療現代史』青土社、2015年、ISBN 9784791768790。
- （横田弘・臼井正樹）『われらは愛と正義を否定する――脳性マヒ者 横田弘と「青い芝」』生活書院、2016年、ISBN 9784865000535。
- （杉田俊介）『相模原障害者殺傷事件――優生思想とヘイトクライム』青土社、2016年、ISBN 9784791769650。
- （若林幹夫・佐藤俊樹共編）『社会が現れるとき』 東京大学出版会、2018年、ISBN 9784130501927。
- （青木千帆子・瀬山紀子・田中恵美子・土屋葉共著）『往き還り繋ぐ――障害者運動於&発福島の50年』生活書院、2019、ISBN 9784865001044。

### 翻訳
- トマス・ポッゲ『なぜ遠くの貧しい人への義務があるのか――世界的貧困と人権』（監訳）池田浩章ほか訳、生活書院、2010年、ISBN 9784903690520。